# Witomino

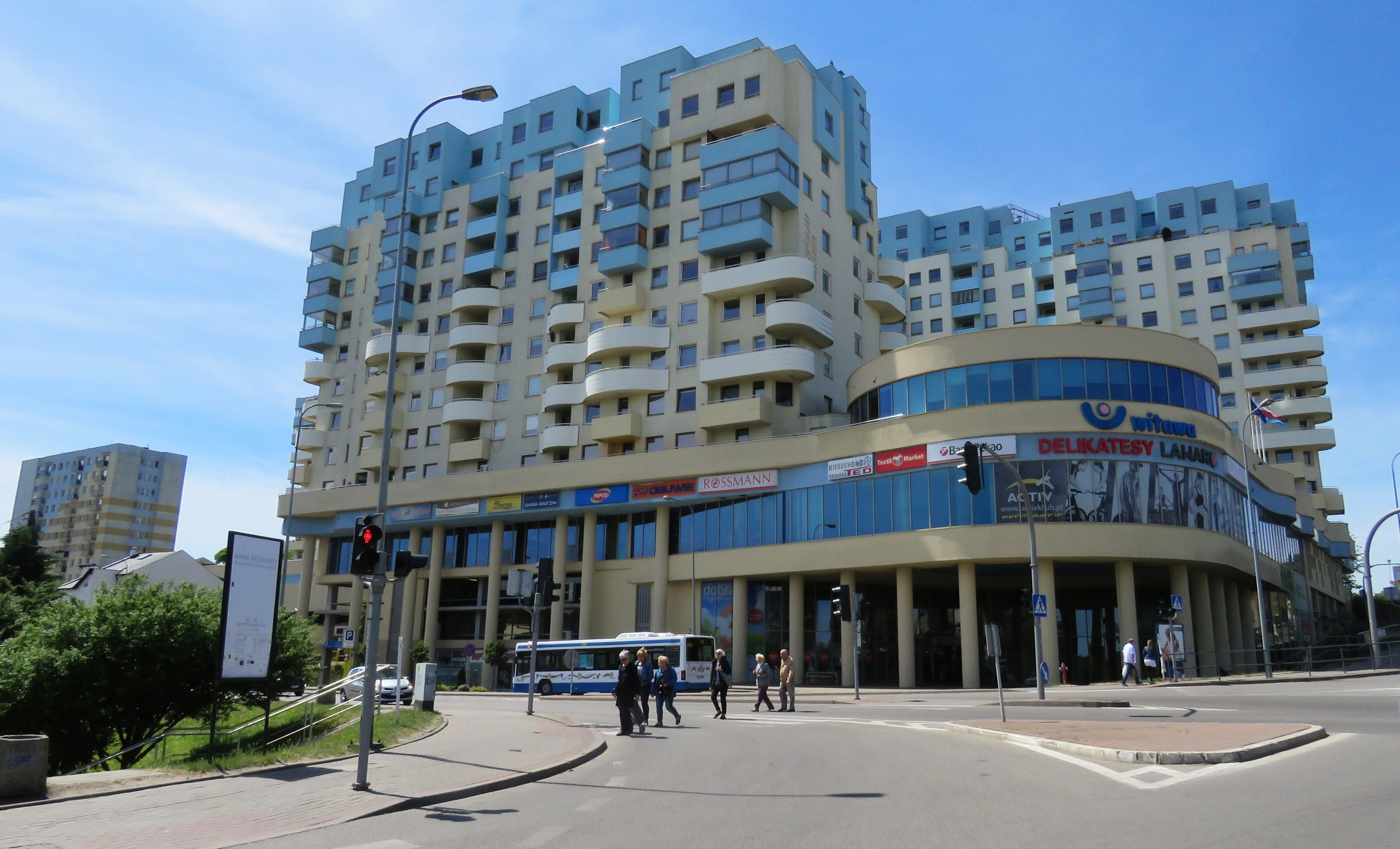
Centrum Rodzinne Witawa

Witomino (kaszb. Witomino) – dzielnica Gdyni powstała 23 stycznia 2019 roku z połączenia  dotychczasowych dzielnic: Witomino-Leśniczówka oraz Witomino-Radiostacja. Obszar w 2010 roku zamieszkiwało oficjalnie 19 389 mieszkańców.
Wieś duchowna, należąca do klasztoru brygidek w Gdańsku położona była w drugiej połowie XVI wieku w powiecie gdańskim województwa pomorskiego. Witomino położone jest na terenie wzgórz, na których początki osadnictwa datuje się na 900 lat wstecz. Zostało przyłączone do Gdyni wraz z Działkami Leśnymi i Obłużem w 1933.
Podczas okupacji niemieckiej nazwa dzielnicy została zmieniona na  Wittomin.

## Edukacja
Na terenie Witomina znajdują się:
- I Akademickie Liceum Ogólnokształcące im. Zasłużonych Ludzi Morza;
- szkoły podstawowe nr 12 i 35;
- publiczne przedszkola nr 13 i 28;
- Pierwsza Społeczna Szkoła Podstawowa w Gdyni im. Dzieci Zjednoczonej Europy.

## Religia
Na Witominie działają dwie parafie rzymskokatolickie:
- Parafia pw. Podwyższenia Krzyża Świętego i Niepokalanego Poczęcia Najświętszej Maryi Panny – od 1933 r.
- Parafia pw. św. Maksymiliana Marii Kolbego – od 1984 r.

Ponadto na terenie dzielnicy mieści się największa gdyńska nekropolia – Cmentarz Witomiński. Według danych z Zarządu Cmentarzy Komunalnych w Gdyni, obejmuje on powierzchnię 22 hektarów. Znajdują się tu 32 tysiące grobów. Pomimo tego, że cmentarz nie dysponuje już wolnymi terenami do zakładania miejsc grzebalnych, co roku odbywa się tu około 700 pogrzebów.
Przy ulicy Stawnej znajduje się 27-metrowy Pomnik Matki Bożej Gdyńskiej. Na pomniku na różnych poziomach ustawione są trzy figury wykonane z brązu: Madonna z Dzieciątkiem, św. Wojciech i papież Jan Paweł II. Pomnik został poświęcony 22 czerwca 2002 r.

## Transport
Przez dzielnicę przebiega 13 linii autobusowych: 121, 140, 141, 147, 150, 160, 190, 192, 203, 700, 760, W, N20. Na terenie Witomina znajduje się 7 przystanków autobusowych. Komunikacja zapewnia szybki dojazd do dzielnic: Chwarzno-Wiczlino, Redłowo, Działki Leśne, Wzgórze Św. Maksymiliana.
W październiku 2019 został ogłoszony przetarg na wybór projektanta północno-zachodniej obwodnicy Witomina o długości 2,65 km, którym została firma Lafrentz Polska. W trakcie przygotowań do budowy obwodnicy wykonano znaczną przebudowę ul. Chwarznieńskiej, poprawiając lokalizację przystanków i ruch na skrzyżowaniach, tworząc nowe ścieżki rowerowe oraz pasy zieleni oddzielające ruch uliczny od chodników, a także kładąc nową nawierzchnię na całej długości.

## Biblioteka
Przy ulicy Widnej 2a mieści się Gdyńska Biblioteka Publiczna (filia nr 9), która w 2023 roku powstała z połączenia filii nr 5 i 9, wcześniej mieszczących się na ulicach Narcyzowej oraz Morskiego Pułku Strzelców.
Biblioteka Witomino dysponuje księgozbiorem dla dzieci, młodzieży oraz dorosłych. W ofercie dostępne są także gry planszowe i audiobooki. W filii odbywają się warsztaty literackie (zarówno prozaiczne, jak i poetyckie), spotkania autorskie, sesje gier RPG, turnieje gier planszowych i karcianych, prelekcje, wykłady oraz warsztaty komiksowe, plastyczne dla dzieci i młodzieży.

## Sport, Rozrywka i Rekreacja
Głównym ośrodkiem życia na Witominie jest Centrum Rodzinne Witawa wraz z terenami otaczającymi, gdzie można znaleźć najpopularniejsze usługi dla mieszkańców, sale zabaw dla dzieci, kawiarnie, cukiernie, czy też centrum fitness. W latach 2020-2025 przy ulicy II Morskiego Pułku Strzelców obok boiska do koszykówki oddano do użytku nowy zbiornik retencyjny oraz tereny rekreacyjne obejmujące duży plac zabaw, tor wrotkarski, boisko do piłki nożnej, a także siłownię na świeżym powietrzu. Pomiędzy ulicami Nauczycielską i Uczniowską miasto Gdynia utworzyło kompleks sportowo-rekreacyjny na który składają się: pełnowymiarowe boisko do piłki nożnej na którym trenują młodzi piłkarze, wybieg dla psów, duży plac zabaw oraz miejsce spotkań mieszkańców.
Witomino jest ze wszystkich stron otoczone lasami Trójmiejskiego Parku Krajobrazowego. Park przecinają zarówno ścieżki rowerowe jak również piesze szlaki turystyczne.
- Witomino - Krykulec: Trasa w Trójmiejskim Parku Krajobrazowym, prowadząca do malowniczej polany i rezerwatu przyrody "Kacze Łęgi"
- Witomino - Demptowo: Kolejna trasa w TPK o długości 3,6 km, prowadząca przez urozmaicony leśny krajobraz.
- Witomino - Chylonia: To trasa o długości 5,7 km, prowadząca przez teren z podjazdami i zjazdami, z najwyższym punktem na 138 m n.p.m.
- Witomino - Chwarzno: Krótka trasa po niemal płaskim obszarze prowadząca od ulicy Sosnowej do domów jednorodzinnych w dzielnicy Chwarzno.